# Thoại Miêu
Thoại Miêu (sinh ngày 13 tháng 8, 1953) là nghệ sĩ cải lương người Việt Nam. Năm 2019, bà được phong tặng danh hiệu cao quý Nghệ sĩ nhân dân.
Ngày 29/8/2019, bà vinh dự được Nhà nước phong tặng danh hiệu Nghệ sĩ Nhân dân năm đợt IX - 2019 cùng với các nghệ sĩ cải lương gạo cội: Thanh Tuấn, Thanh Ngân, Minh Vương, Thanh Nam, Giang Châu,...

## Tiểu sử
Thoại Miêu tên thật là Nguyễn Thị Ngọc Hoa, xuất thân trong gia đình đông con có tới tận 12 người con, trong đó 5 nam 7 nữ thìThoại Miêu là con thứ 5 trong gia đình. Khi còn nhỏ bà rất mê cải lương mặc dù gia đình không có điều kiện, nhưng khi thấy Thoại Miêu có năng khiếu bà nội nuôi của đã đưa bà đi học ca tài tử, cải lương tại thầy đờn Mười Phú. Cũng từ đó mà Thoại Miêu bắt đầu theo thầy đi hát tại các quán cũng như các cuộc chơi đờn ca Tài tử. Cùng với niềm đam mê mà sau này khi học lên trên, Thoại Miêu đã lựa chọn con đường ca hát là sự nghiệp cho bản thân.

### Thoại Miêu thời trẻ
Năm 1969, Thoại Miêu trúng tuyển vào Trường Quốc gia âm nhạc và kịch nghệ Sài Gòn khoa diễn viên cải lương. Tại đây, bà và các bạn của mình là nghệ sĩ Tài Lương, nghệ sĩ Đỗ Quyên được các thầy cải lương tài danh truyền dạy trong số đó phải kể đến Kim Cúc, Bích Thuận, Mai Thành, Duy Lân, Năm Châu, Phùng Há. Cũng trong thời gian này, Thoại Miêu được Ban ca kịch của nghệ sĩ Chín Sớm và ban ca kịch của nghệ sĩ Duy Chức mời cộng tác ca trên đài Sài Gòn và đã nổi danh trên đài với vở Cải lương truyền thanh Trần Minh khố chuối. Bà đã diễn xuất sắc trong vở Trường hận. Vì vậy, sau 3 năm được rèn luyện tại trường chính quy, năm 1971, bà đã vững vàng đi diễn ở khắp nơi. Tuy vậy, bà nội của bà cấm cản không cho đi hát. Mãi cho đến năm 1975, khi Sài Gòn được giải phóng, từng bước ổn định lại trật tự xã hội, các đơn vị nghệ thuật cũng bắt đầu hoạt động những người nghệ sĩ tự do được đăng ký với ngành Văn hóa Thông tin để được bố trí biên chế đơn vị theo đúng chuyên môn của người nghệ sĩ. Thoại Miêu đã thuyết phục bà nội của mình rồi đăng ký tham gia, bà được phân công làm diễn viên dự bị cho đoàn Cải lương Sài Gòn. Những ngày đầu ở trong đoàn, bà không được nhận bất kỳ một vai diễn nào dù là vai nhỏ nhất. Đến cuối năm 1975, khi Đoàn văn công giải phóng ra đời sáp nhập ba nguồn lực lượng diễn viên từ Bắc trong chiến khu rồi Sài Gòn, bà được nhận hát đào ba trong vở Ngày tàn bạo chúa. Đây được coi là dấu mốc trong cuộc đời đi hát của Thoại Miêu.
Sau vở diễn Ngày tàn bạo chúa, Thoại Miêu được nhận vào vai diễn Tuyết Mai trong vở Cây sầu riêng trổ bông. Bà đã hóa thân vào nhân vật hoàn hảo đến mức khi mà đi tới đâu khán giả cũng đều gọi bà là Tuyết Mai, vở diễn này ăn khách kéo dài tới tận 5 năm. Không lâu sau vở diễn Cây sầu riêng trổ bông, bà lại tiếp tục thành công với các vai diễn Ngọc Hà trong vở Tâm sự Ngọc Hân của tác giả Lê Duy Hạnh, vai Thiên Hương trong Muôn dặm vì chồng của nhà văn Ngọc Linh, vai Hoàng Anh trong vở Nàng Hai Bến Nghé của nhà văn Ngọc Linh.
Năm 1985, Thoại Miêu giành giải huy chương vàng với vai diễn Hồng trong vở Dốc sương mù của tác giả Lê Duy Hạnh. Sau đó nghệ sĩ về đoàn 284 bà tiếp tục với nhiều vai đào chính (Những vì sao không tên) và đào nhì khác nhau trong các vở Thiên Kiều Công chúa, Kiếp chồng chung,... Đến năm 1989, bà sang Pháp biểu diễn phục vụ cho kiều bào ở nơi đây.

## Đời tư
Chồng bà là NSƯT Phan Quốc Hùng, nguyên giám đốc Nhà hát Cải lương Trần Hữu Trang 
Bà là chị gái của nghệ sĩ cải lương Thoại Mỹ.
Con trai bà là NSƯT Phan Quốc Kiệt, giám đốc Nhà hát Cải lương Trần Hữu Trang 
Hiện tại bà đang sống cùng con và cháu của mình.